# John Tuneld (biblioteksman)
John Otto Tuneld, född 15 februari 1904 i Berlin i Tyskland, död 15 juli 1982 i Lunds Allhelgonaförsamling i Malmöhus län, var en svensk bibliotekarie och författare.
Efter filosofie licentiatexamen i Lund 1928 blev han amanuens vid universitetsbiblioteket i Lund 1929, andre bibliotekarie 1938, extra ordinarie bibliotekarie 1951 och förste bibliotekarie 1957. Han var bibliotekarie vid humanistiska fakulteten på seminariebiblioteket 1940–1971.
Han blev filosofie hedersdoktor i Lund 1965, ledamot i Samfundet för utgivande av handskrifter rörande Skandinaviens historia (LSkS) 1964, korresponderande ledamot av Gustav Adolfs Akademien (LGAA) 1971, korresponderande ledamoter av Vitterhetsakademien (LVHAA) 1978, hedersledamot i Slavobaltiska sällskapet vid Lunds universitet 1972 och  hedersledamot i Tekniska litteratursällskapets lokalavdelning i Sydsverige 1973. Tuneld blev riddare av Nordstjärneorden 1962. Han utgav Prästrelationerna från Skåne och Blekinge av år 1624 (1934), Prästrelationerna från Skåne av år 1667 och 1690 (1960), Kungliga Gustav Adolfs akademiens minnesbok 1957–1972 I (1976), bibliografiska arbeten samt skrev artiklar till Svenskt biografiskt lexikon, Svensk uppslagsbok, tidskrifter och dagspress.
John Tuneld var son till ingenjören John Tuneld och Paula, ogift Buhrke, samt brorson till Ebbe Tuneld och tvillingbror till Björn Tuneld. Åren 1932–1949 var han gift med Anna "Kicki" Cederlöw-Tuneld (1905–1964), dotter till tandläkaren Axel Magnus Alexander Cederlöw och Maria Karolina Jonsson. Åren 1949–1953 var han gift med psykologen Birgit Nyman (1923–1993), dotter till professor Alf Nyman och Ingeborg Jarl. Från 1962 till sin död var han slutligen gift med filosofie magister Ann-Kerstin Winberg (1936–2003), dotter till köpmannen Erik Winberg och Margith, ogift Pettersson. Tuneld är begravd på Norra kyrkogården i Lund.